# Synagoga w Lužach
Synagoga w Lužach (cz. Synagoga v Luži) – synagoga znajdująca się w Lužach, w Czechach, przy ulicy Jeronýmove.
Synagoga została zbudowana około 1780 roku w stylu barokowym. Ostatni raz remontowana w latach 30. XX wieku. Nabożeństwa były odprawiane do II wojny światowej, kiedy to wnętrze synagogi zostało doszczętnie zdewastowane przez hitlerowców.
Po zakończeniu wojny wykorzystywana była jako suszarnia skór. Od 1990 roku jest stopniowo remontowana. Zachował się klasycystyczny Aron ha-kodesz, murowana bima otoczona kutą kratą i żyrandol. Na podwórku znaleziono cenną genizę.